# A beszélő köntös (film, 1941)
A beszélő köntös 1941-ben készült, színes/fekete-fehér, magyar történelmi film, melyet Radványi Géza rendezett Mikszáth Kálmán azonos című regénye alapján. Az első magyar film, amelynek egyes kültéri jelenetei Agfacolor színes eljárással készültek.

## A forgatás és fogadtatás
A beszélő köntös kimagaslónak számító, 350 ezer pengős költségvetésből készült, sztárszínészekkel, kifinomult jelmezekkel és díszletekkel - így minőségében a kor szuperprodukciójának tekinthető. A Berlinből beszerzett színes technika még kísérleti fázisban volt, emiatt minden jelenetet két kamerával rögzítettek. A beszámolók szerint hetekig teltházak előtt vetítették, a futurisztikus színes jeleneteknél a nézők felállva tapsoltak. 

## A film utóélete
A háború forgatagában a kópiák eltűntek, így 1969-ben újraforgatták. Az 1980-as évek elején találtak egy példányt Németországban, ezt 1984-ben mutatták be újra a leromlott, immár fekete-fehér változatát. A technika fejlődésével 2003-ban állították vissza a színeket.

## Szereplők
- Jávor Pál (Ifjabb Lestyák Mihály)
- Kiss Ferenc (Lestyák Mihály)
- Tasnády Fekete Mária (Cinna, árva)
- Csortos Gyula (Budai pasa)
- Bilicsi Tivadar (Putnoky)
- Mihályffy Béla (Ágoston)
- Lehotay Árpád (Szűcs Mihály, főbíró)
- Bihari József (Pintyő)
- Tompa Sándor (Puszta Máté)
- Szilassy László (II. Mohamed szultán)
- Orsolya Erzsi (Sára, a cigány asszony)
- Juhász József (Olaj bég)
- Vaszary Piri (Fábiánné)